# Liste des évêques de Duluth
La liste des évêques de Duluth recense les noms des évêques qui se sont succédé sur le siège épiscopal de Duluth, dans le Minnesota aux États-Unis depuis la fondation du diocèse de Duluth (Dioecesis Duluthensis) le 3 octobre 1889 par détachement du vicariat apostolique du Minnesota du Nord (en).

## Sont évêques
- 15 novembre 1889-† 23 janvier 1918 : James McGolrick
- 18 juillet 1918- 8 juillet 1925 : John McNicholas (John Timothy McNicholas)
- 17 décembre 1925-† 9 septembre 1959 : Thomas Welch (Thomas Anthony Welch)
- 27 janvier 1960- 30 avril 1969 : Francis Schenk (Francis Joseph Schenk)
- 30 avril 1969- 17 août 1982 : Paul Anderson (Paul Francis Anderson)
- 25 mars 1983-1er mai 1989 : Robert Brom (Robert Henry Brom)
- 12 décembre 1989-18 janvier 2000 : Roger Schwietz (Roger Lawrence Schwietz)
- 18 janvier 2000-18 janvier 2001 : siège vacant
- 18 janvier 2001-17 octobre 2008 : Dennis Schnurr (Dennis Marion Schnurr)
- 15 octobre 2009-†1er décembre 2019 : Paul Sirba (Paul David Sirba)
- 19 juin 2020 - 7 septembre 2020 : Michel Joseph Mulloy (Michel Joseph Mulloy), démissionnaire avant d'être consacré en raison d'une accusation d'abus sexuel sur mineur [1].
- depuis le 7 avril 2021 : Daniel J. Felton

## Sources
- (en) Fiche du diocèse sur catholic-hierarchy.org